# Predel (przełęcz)

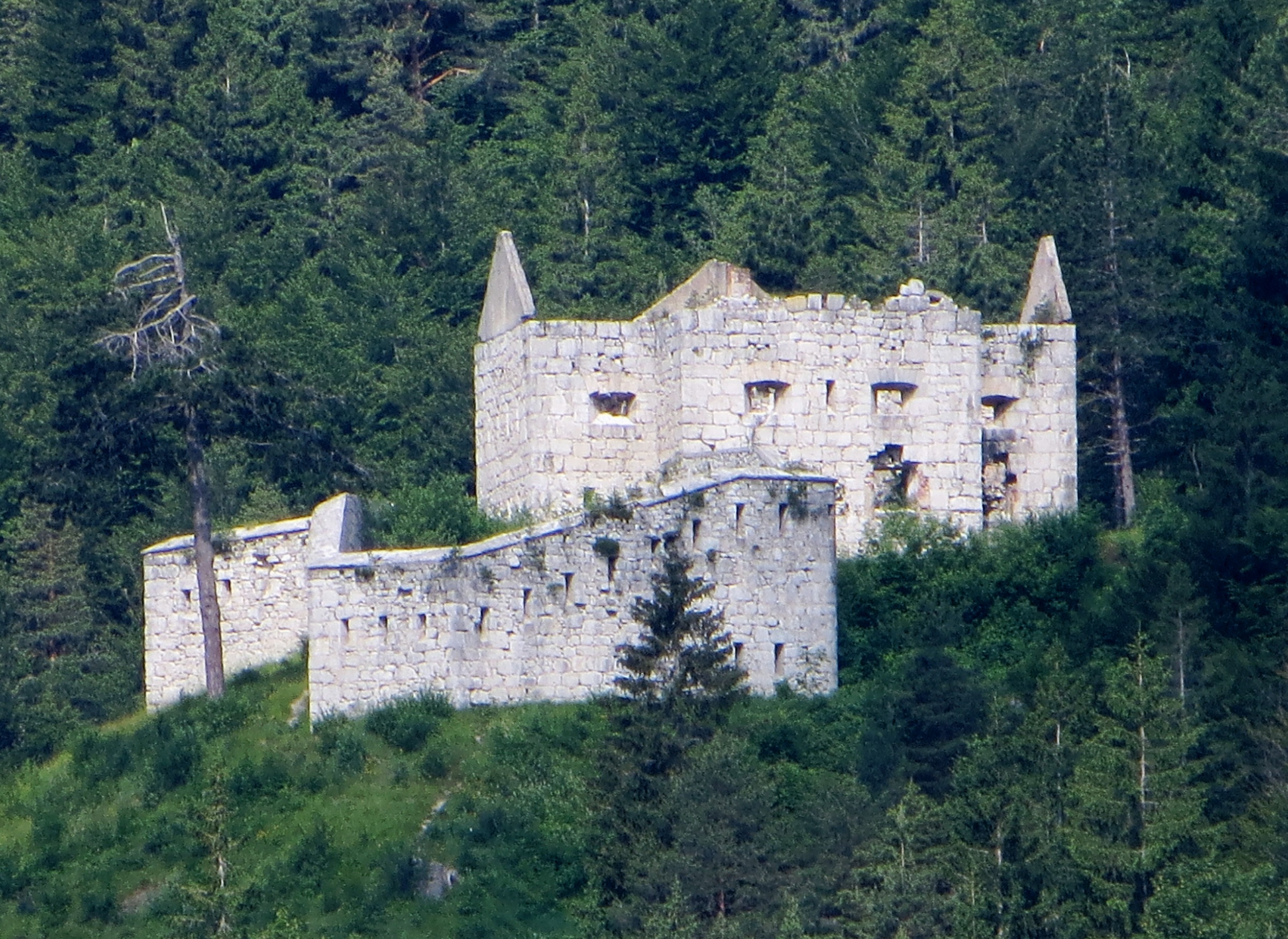
Predel – widok na ruiny twierdzy

Predel (wł. Predil) – przełęcz drogowa o wysokości 1156 m między Val Kanale (słoweń. Kanalska dolina) i Górnym Posočjem nad lodowcowym jeziorem Predil (Rabeljsko jezero) w Alpach Julijskich.

## Położenie

Mapa rejonu przełęczy

Przełęcz znajduje się między szczytami Mangart na północy i Kanin na południu. 
Droga przez przełęcz prowadzi z Tarvisio przez odbicie na przełęcz Sella Nevea (słoweń. na Žlebeh) i nad jeziorem Predil wzdłuż górskiej rzeki Slizza (słoweń. Ziljica, niem. Gailitz), potem przez kilka serpentyn na szczyt przełęczy, gdzie przebiega granica państwowa. Około 1 km na wschód odbija Droga Mangarcka (Mangartska cesta), najwyższa droga Słowenii. Dalej droga dojeżdża do Bovca. Bezpośrednio pod byłym przejściem granicznym leży wieś Strmec na Predelu.
W bezpośredniej okolicy przełęczy znajdują się trzy austriackie umocnienia: kilkaset metrów na zachód od szczytu przełęczy jest bateria Predilsattel. Na południowym końcu, tuż przed Bovcem, leżą przy samej drodze twierdza Flitscher Klause (słoweń. Trdnjava Kluže, a na skale naprzeciwko Fort Hermann.

## Historia
Nazwa pochodzi od słowiańskiego prědělъ ,przełęcz, granica‘ Przez przełęcz już w czasach rzymskich i w średniowieczu przebiegał ważny szlak handlowy.
W 1319 poprosili mieszkańcy miasta Cividale del Friuli biskupa bamberskiego o pozwolenie na budowę drogi przez przełęcz na własny koszt. Biskup Bambergu miał w tym czasie liczne posiadłości i inne interesy na północ i południe Predelu, był więc idealny jako protektor drogi przez przełęcz. Już w 1326 droga predelska była czynnie używana, tak że już z tych czasów są wzmianki o opłacie przejazdowej. Jako że mieszkańcy Cividale łożyli własne pieniądze na budowę drogi, chcieli swój wkład odzyskać w różnorodny sposób; ściąganie myta było bardzo ważną metodą. Jednak ostatecznie droga predelska wydawała się być gotową dopiero w 1401. Do 1490 udała się budowa jednego mostu, także poprawiono w kilku miejscach starą drogę. Niemniej jednak nadal była przejezdna tylko dla wozów. Doraźne poprawki miały miejsce do 1536, kiedy doszło znowu do remontu drogi.
Po tym, jak Cividale w XVI wieku weszło pod władzę Wenecji, ruch na Predelu przez jej sankcje silnie podupadł. Kiedy w 1637 anulowano te sankcje, było już za późno dla Predelu. Sama Wenecja straciła wiele ze swojego dawnego znaczenia, a Austria znalazła wcześniej nowe drogi dla swojego handlu. Niemniej jednak udała się w latach 1678 jak i 1680-84 dalsza rozbudowa drogi predelskiej, przy czym wytyczono trasę w nowy sposób na szczycie przełęczy i po północnej stronie.
Od 1754 Predel wyznaczał granicę między Księstwem Kryntii a ziemiami Ksiażęcego Hrabstwa Gorycji i Gradyski (części Pobrzeża Austriackiego), częściami monarchii Habsburgów.
Kilometr przed przełęczą Predel stoi przy drodze twierdza Predel, która Austriacy zaczęli budować w 1808, zaś w następnym roku odegrała ważną rolę przy obronie przed wtargnięciem oddziałów napoleońskich na ziemie dzisiejszej Słowenii.

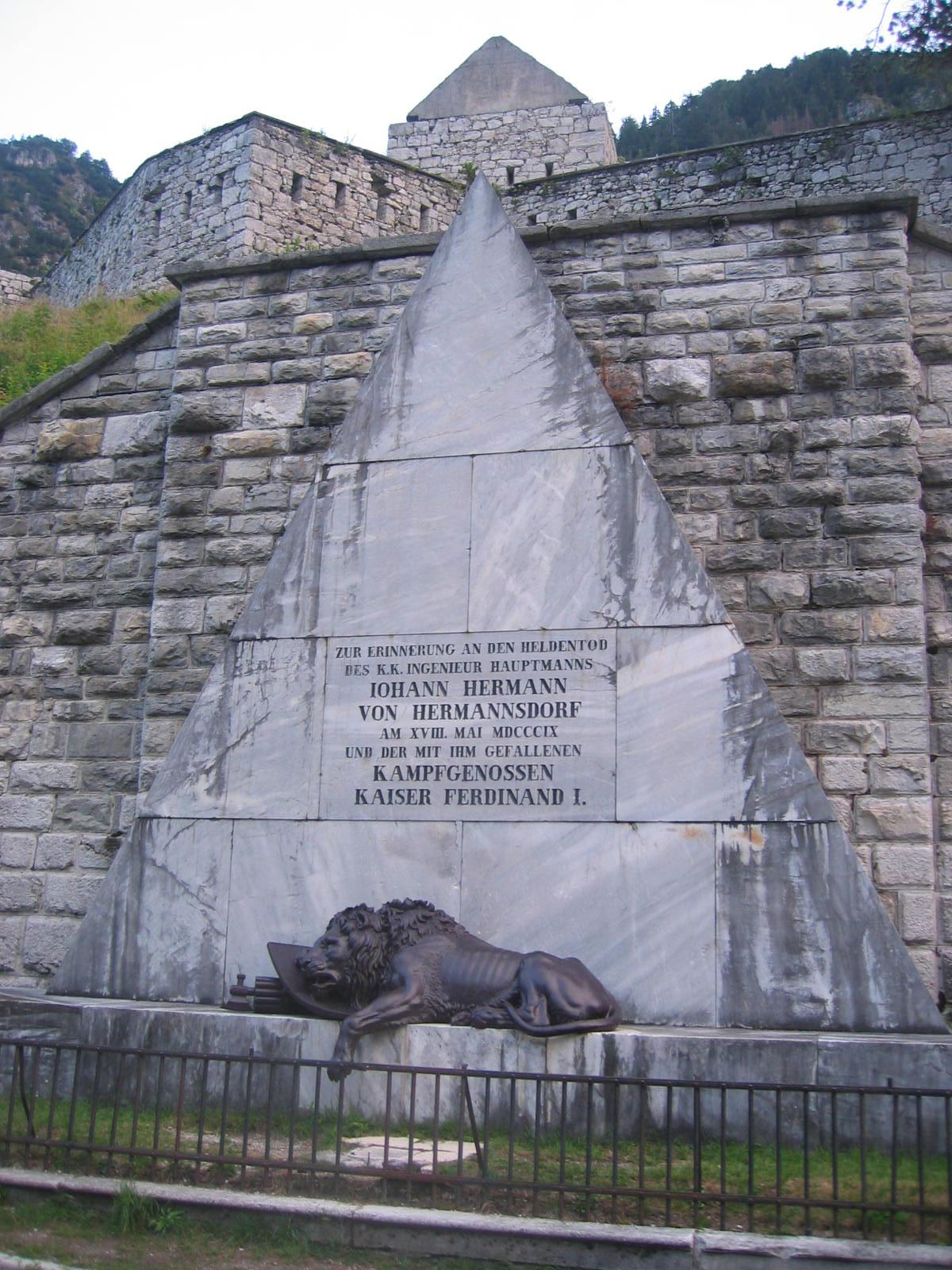
Pomnik poległym obrońcom Predela

Obecnie twierdza jest w ruinach, koło niej zaś jest pomnik z obrobionego kamienia z żeliwną postacią umierającego lwa. Pomnik został wybudowany ku pamięci trzydniowej bitwy w maju 1809 między żołnierzami Napoleona pod dowództwem Eugeniusza de Beauharnais i austriackimi obrońcami (slunjski pułk graniczny), którzy pod wodzą kapitana Johanna Hermanna von Hermannsdorfa walczyli do końca. Francuzi zdobyli i spalili twierdzę, a rzadkich pozostałych przy życiu austriackich żołnierzy wzięli do niewoli. 250 żołnierzy z von Hermannsdorfem, którzy polegli w boju, jest pochowanych we wspólnym grobie przy twierdzy nad drogą. W 1848 na zamówienie cesarza Ferdynanda I przy drodze postawiono pomnik w kształcie piramidy, trzy lata później zaś zostało przez nim umieszczone wyobrażenie lwa, który leży na dynamicie. Motto założonych w 1912 CK saperów (K.u.k. Sappeure) odnosiło się do tych poległych, jak i do poległego w mającej miejsce w tym samym czasie obronie Malborghetto Valbruny kapitana wojsk inżynieryjnych Friedricha Hansela :„Naśladujcie ich! Możecie ich dosięgnąć, prześcignąć nigdy!”
W 1903 został wybudowany pod przełęczą 5,5-kilometrowy tunel (Štoln), służąc górnikom z Logu pod Mangartom na ich drodze do kopalni ołowiu w Cave del Predil. Podczas I wojny światowej kolejka górnicza była używana do zaopatrywania Armii Austro-Węgier podczas bitew nad Isonzo/Sočą przeciwko Królestwu Włoch.
Do 1918 Predil był na terenie Austro-Węgier. W 1918 stał się całkowicie włoski i rozdzielał prowincję Udine od prowincji Gorycja, wówczas zajmującej większy obszar. Od 1947, po redefinicji granicy z Jugosławią, jest granica państwową.

## Galeria

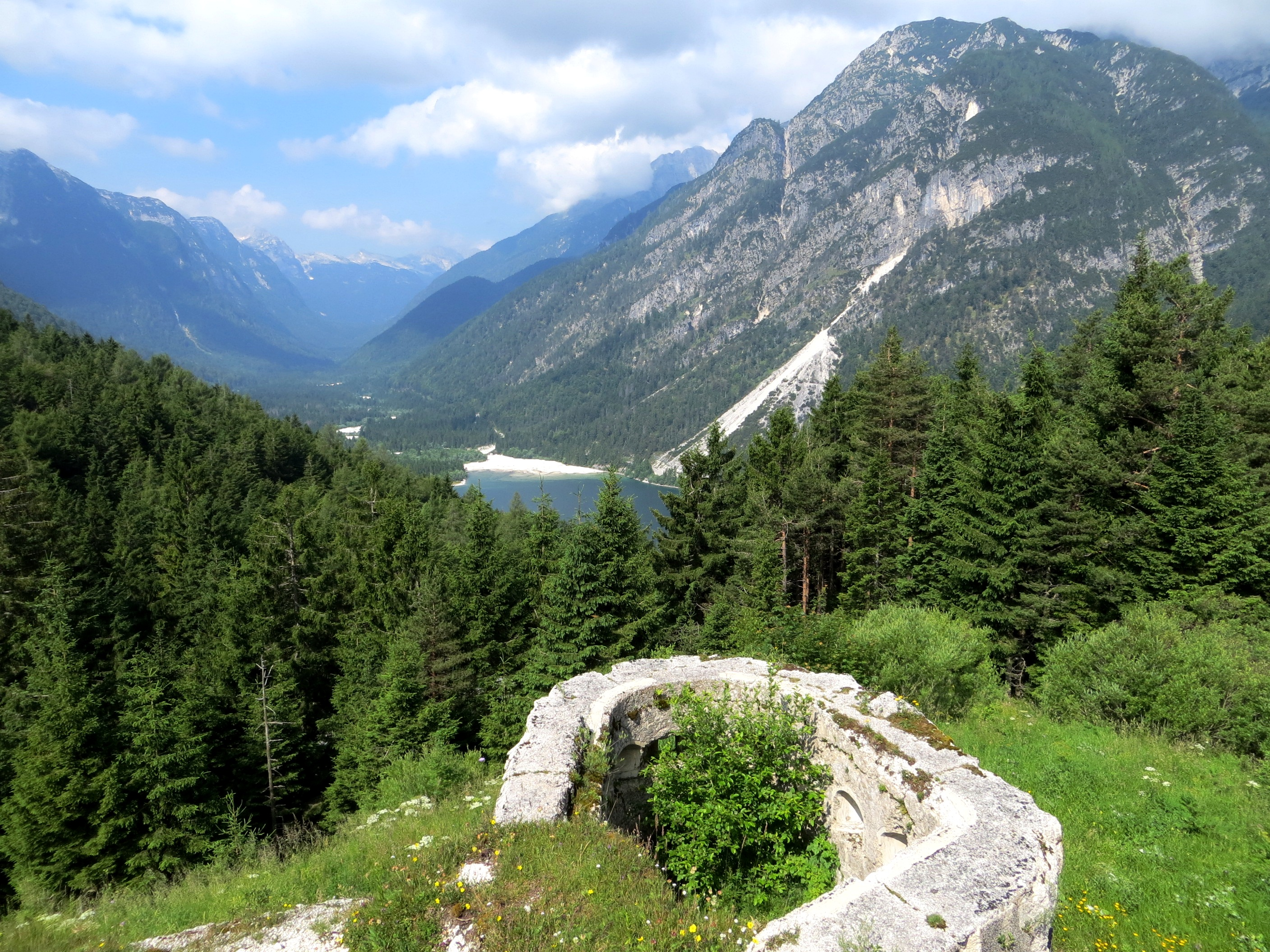
Widok na zachód z przełęcz z jeziorem Predil
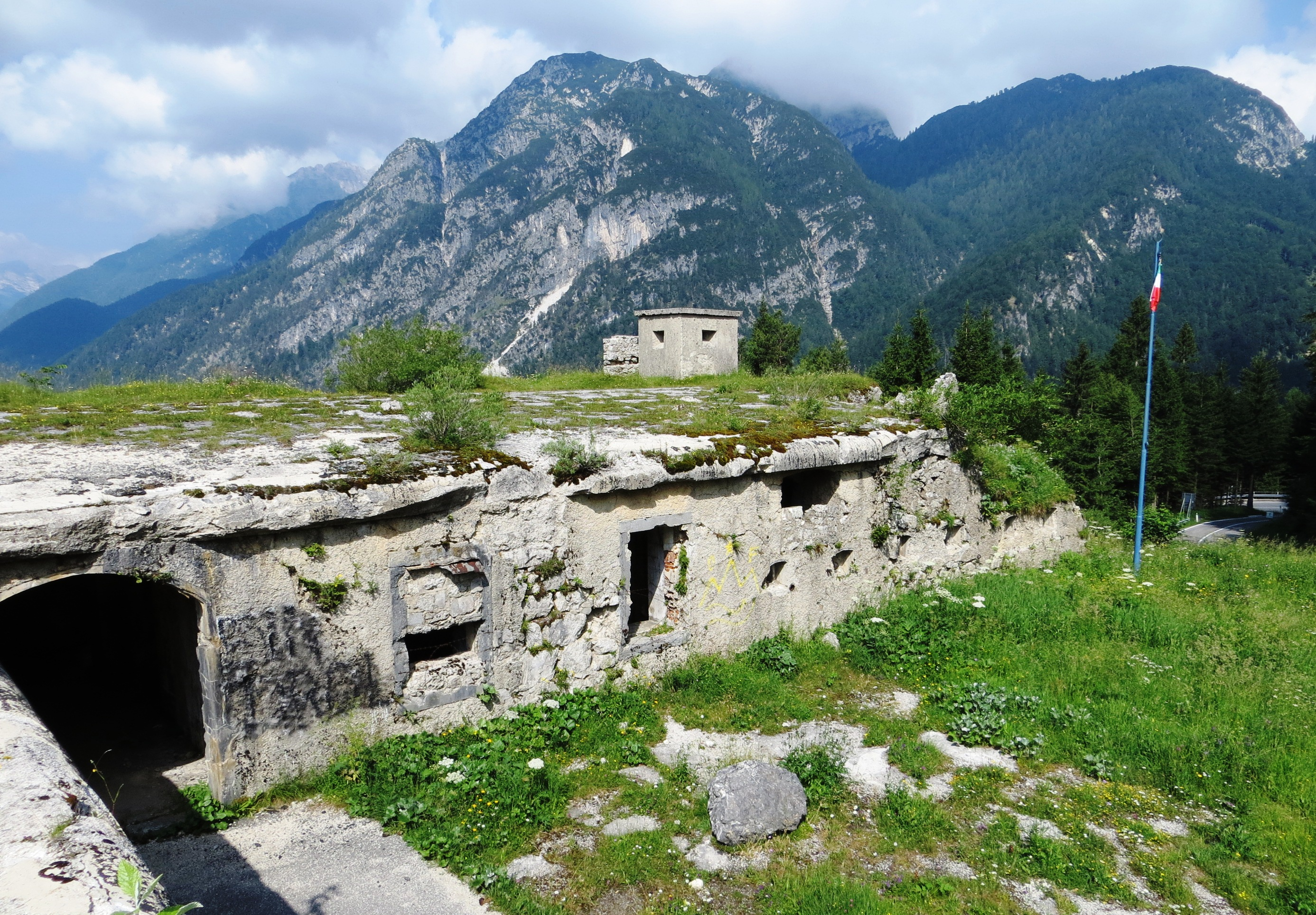
Umocnienia po włoskiej stronie przełęczy
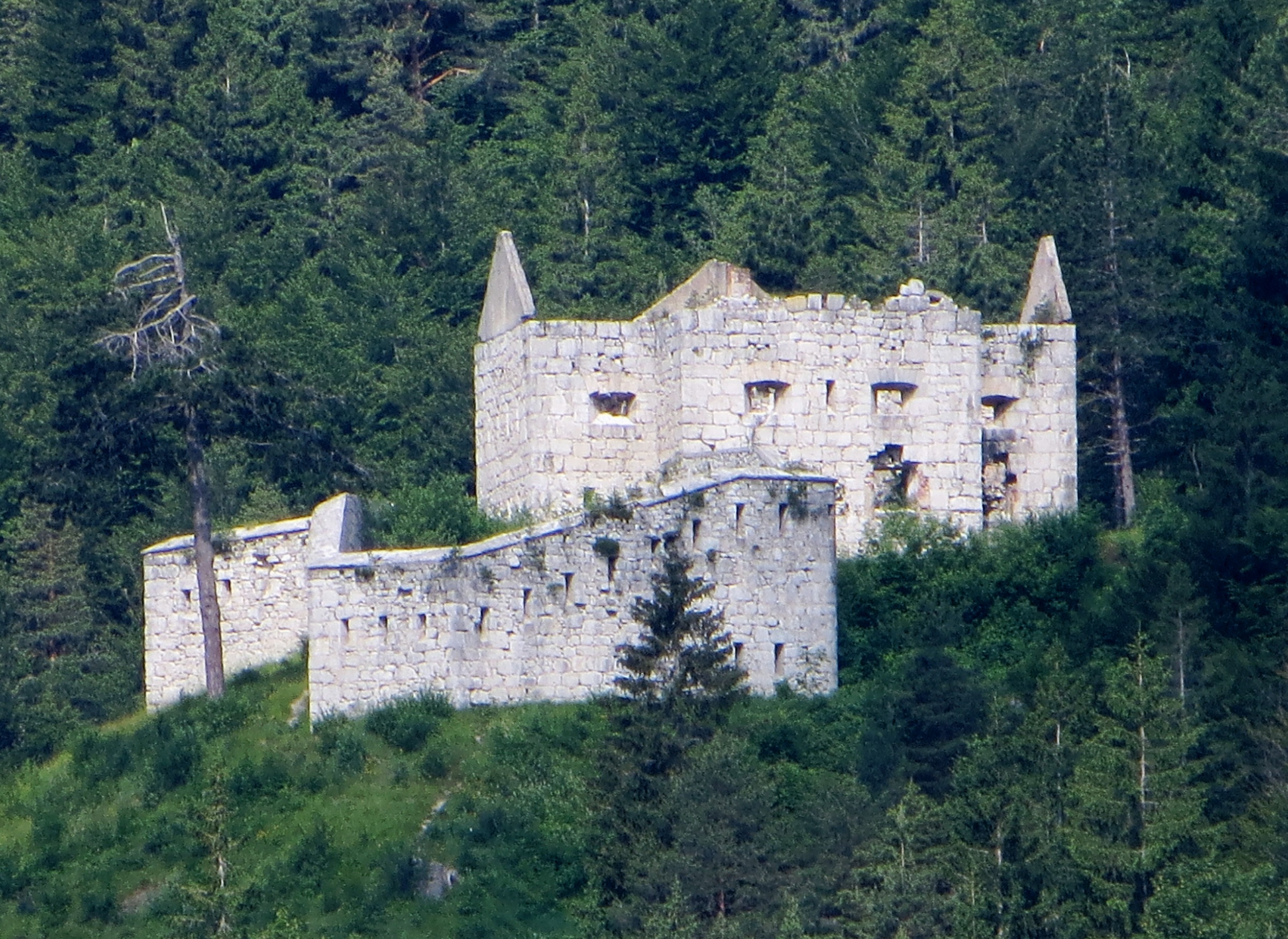
Austriacki fort po słoweńskiej stronie przełęczy
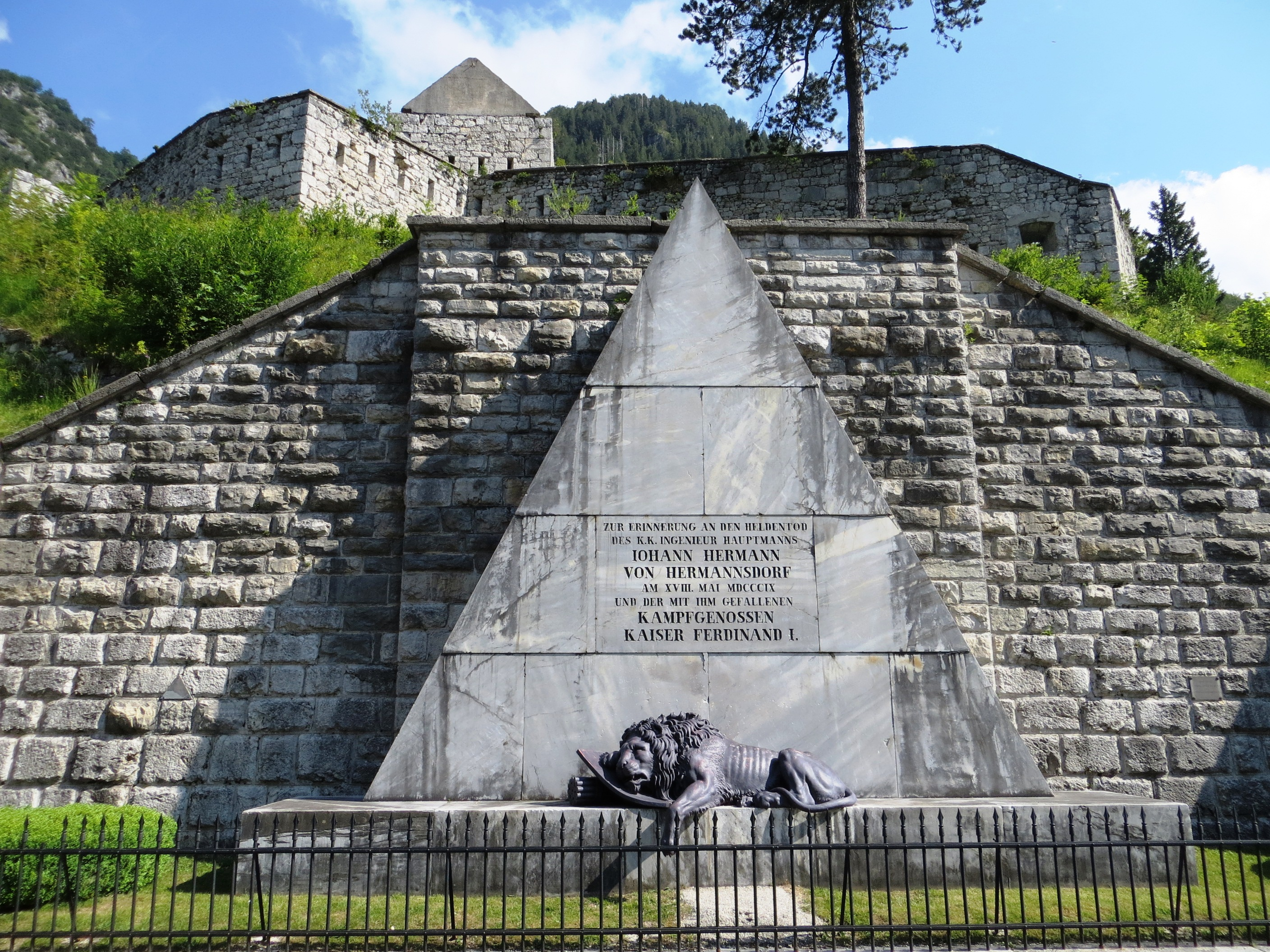
Pomnik żołnierzy poległych na przełęczy w 1809
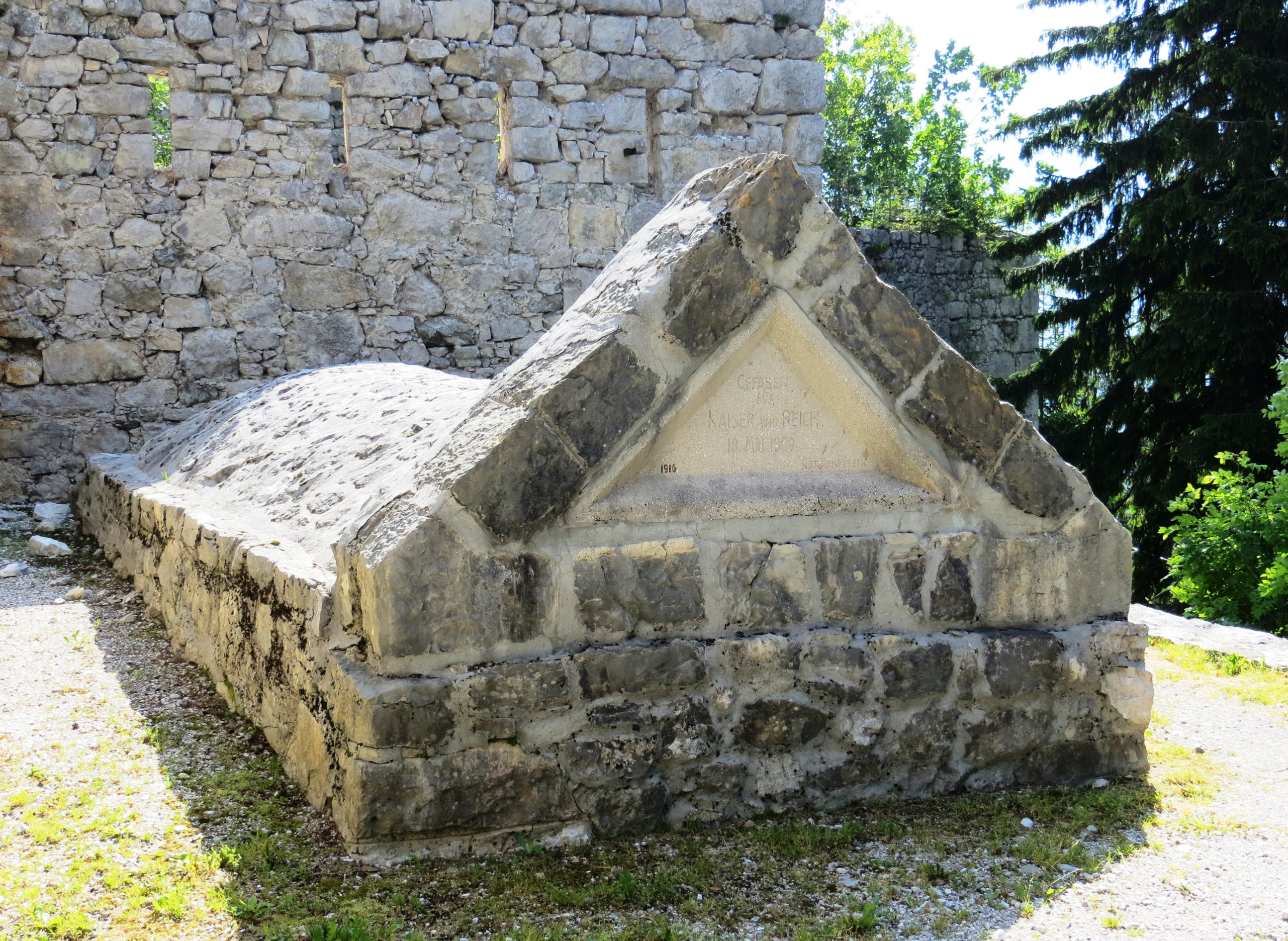
Grób żołnierzy austriackich poległych na przełęczy w 1809
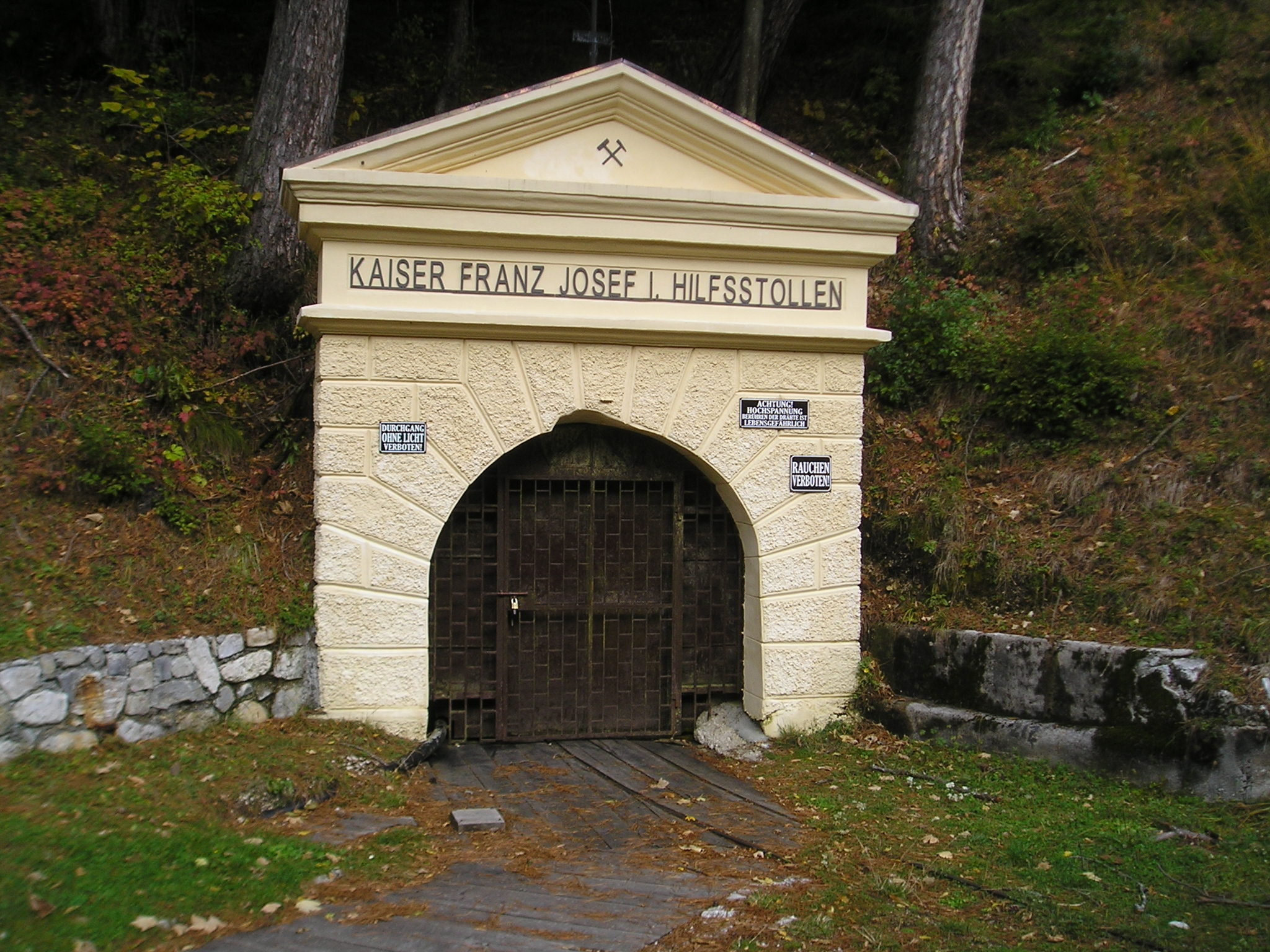
Wejście do tunelu w Logu pod Mangartem
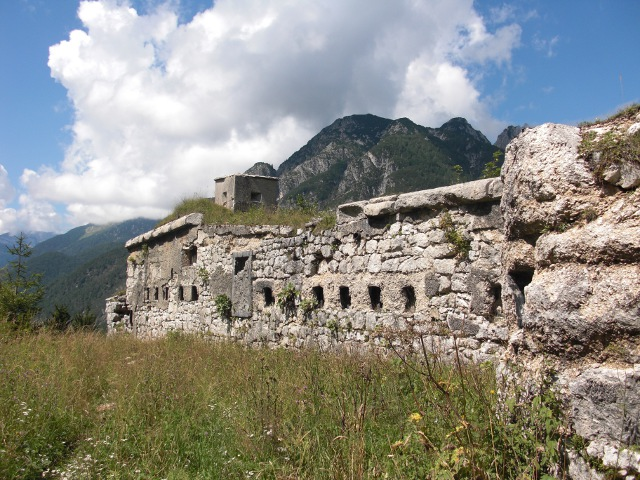
Wschodnia strona baterii Predilsattel
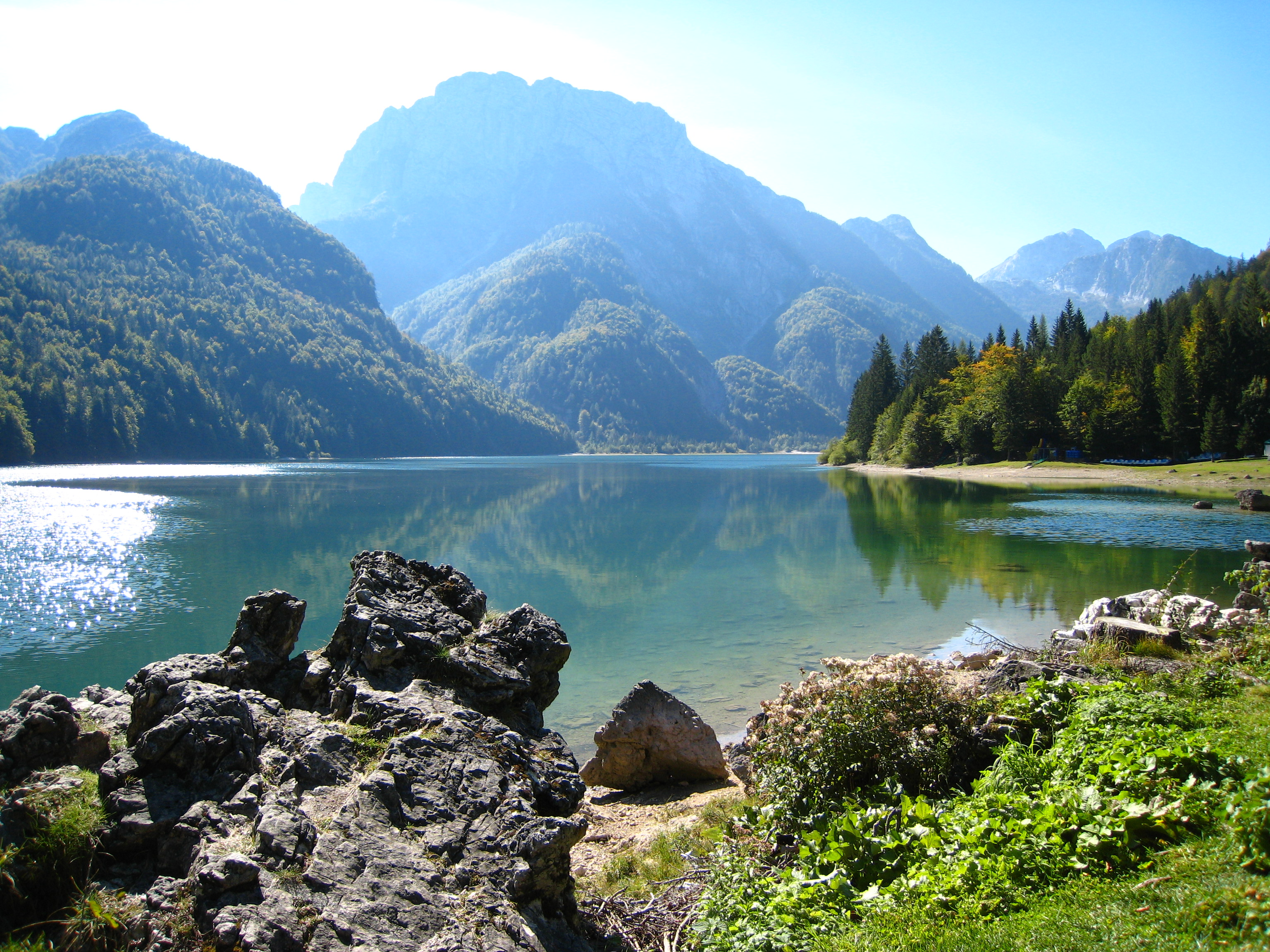
Jezioro Predil
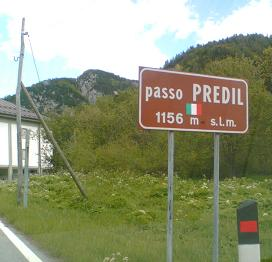
Tabliczka po włoskiej stronie blisko szczytu przełęczy Predel